# Luis Camnitzer
Luis Camnitzer (* 6. November 1937 in Lübeck) ist ein uruguayischer zeitgenössischer Künstler, Kunsttheoretiker, Hochschullehrer und Kurator, der in den USA lebt. Der Konzeptkünstler setzt Kunstsparten wie Installation, Zeichnung, Druckgrafik und Fotografie als künstlerische Mittel ein. Er war Teilnehmer der documenta.

## Leben
Die Familie wanderte 1939 mit dem zweijährigen Luis Camnitzer von Lübeck nach Montevideo, Uruguay aus. Camnitzer studierte dort von 1953 bis 1962 Bildhauerei, Architektur und Druckgrafik an der Escuela Nacional de Bellas Artes der Universidad de la República. 1957 erhielt er ein Stipendium der deutschen Bundesregierung, das ihm ein Studium an der Akademie der Bildenden Künste München ermöglichte. Dort studierte er bei Heinrich Kirchner und wurde er im Folgejahr mit einem Akademie-Preis bedacht. 1961 erhielt er ein Guggenheim-Stipendium, aufgrund dessen er am New Yorker Pratt Institute sein Studium vertiefte. 1964 zog er in die USA. Dort wurde ihm seitens der Memorial Foundation for Jewish Culture ein weiteres Stipendium in den Jahren 1965 bis 1966 zu teil. In der Folgezeit lehrte er ab 1969 auch Kunst an der State University of New York / College at Old Westbury. Heute lebt er im Bundesstaat New York.

## Werk
Nach der Ausbildung als Grafiker entwickelte Camnitzer ein autonomes Œuvre als Konzeptkünstler, mit dem er zur Beteiligung an Ausstellungen der Tate Modern Gallery London und des Museum of Modern Art New York eingeladen wurde. Zu seinen bekanntesten Arbeiten zählen die Leftovers aus dem Jahr 1970 sowie aus den Jahren 1983/84 die Fotoserie From the Uruguayan Torture Series, die Okwui Enwezor 2002 für die Documenta11 auswählte.
Das geschriebene Wort ist eins der bevorzugten Arbeitsmittel Camnitzers in der Bildenden Kunst. Ein Werkzyklus „Last Words“ (2008) besteht aus einem auf sechs plakatgroßen Drucken fortlaufenden Text aus letzten Worten von Todeskandidaten.
In einigen Ausstellungen lädt Camnitzer die Besucher ein, sich zu beteiligen. Sein von der Spanischen Nationalbibliothek gefördertes Projekt „The Last Book“, ist als Sammlung geschriebener und visueller Erklärungen für spätere Generationen angelegt. Aus Sorge um die Zukunft des geschriebenen Worts und des Buchs, rief Camnitzer ab 2007 weltweit Künstler auf, eine Buchseite als schriftliches und visuelles Zeugnis der Buchkultur beizutragen. 2010 bestand The Last Book aus mehr als 680 künstlerischen Auseinandersetzungen unterschiedlicher Sprache, Ausrichtung und Qualität. Es wird vorwiegend an bedeutenden Orten der Buchkultur ausgestellt.
Camnitzer ist Verfasser kunsttheoretisch und kunsthistorisch bedeutender Schriften (vgl.) und Professor emeritus des State University of New York Department of Visual Arts.

## Schriften und Texte
- New Art in Cuba. University of Texas Press 2003 (englisch) ISBN 978-0-292-70517-3
- On Art, Artists, Latin America, and Other Utopias. University of Texas Press 2009 (englisch) ISBN 978-0-292-71976-7
- Conceptualism in Latin American Art: Didactics of Liberation. University of Texas Press 2007 (englisch) ISBN 978-0-292-71629-2
- Die Korruption in der Kunst / die Kunst der Korruption[5]